# Битва при Земпахе

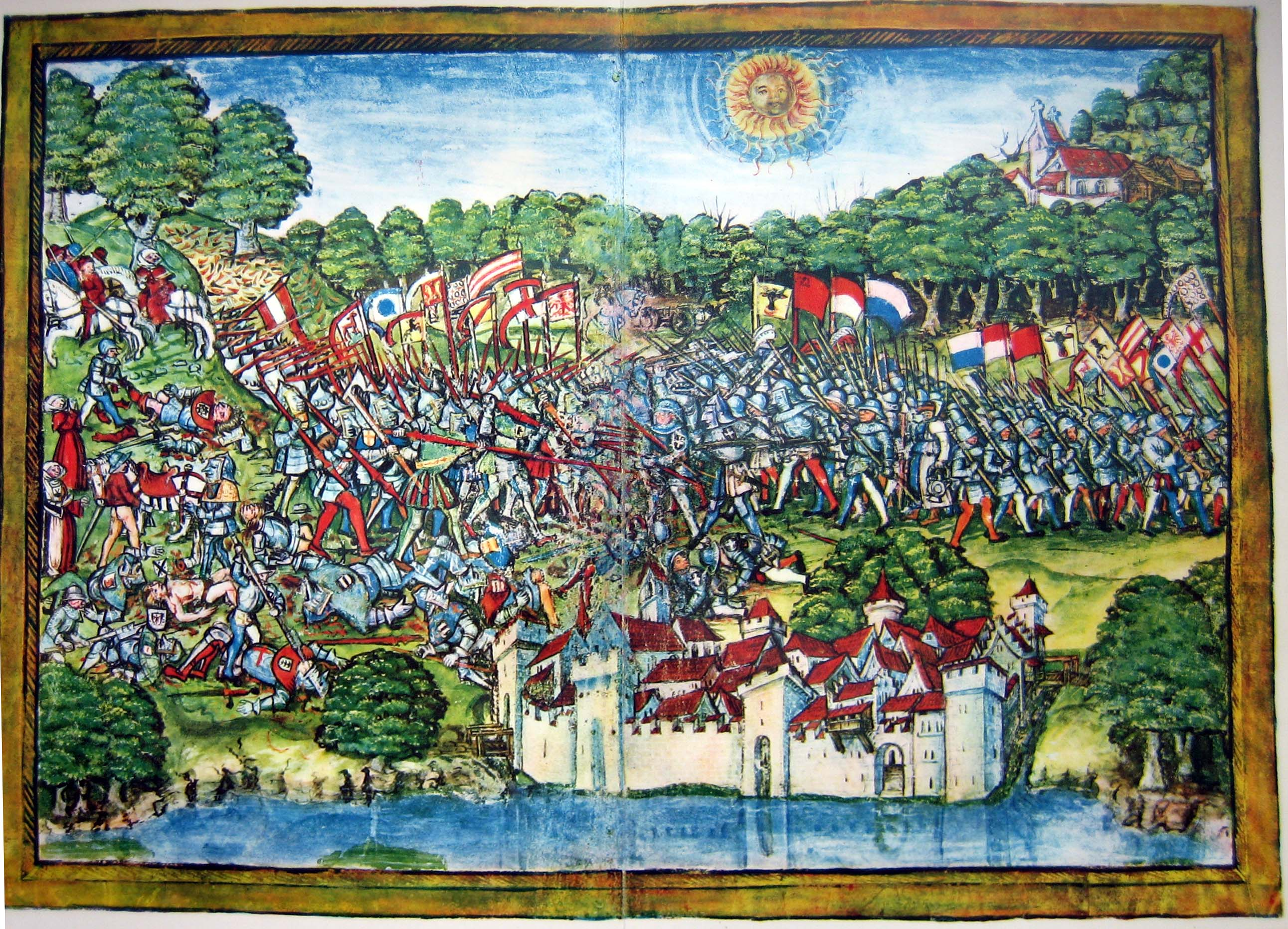
Битва при Земпахе. Миниатюра из «Люцернской хроники» Диболда Шиллинга Младшего, 1513 г.

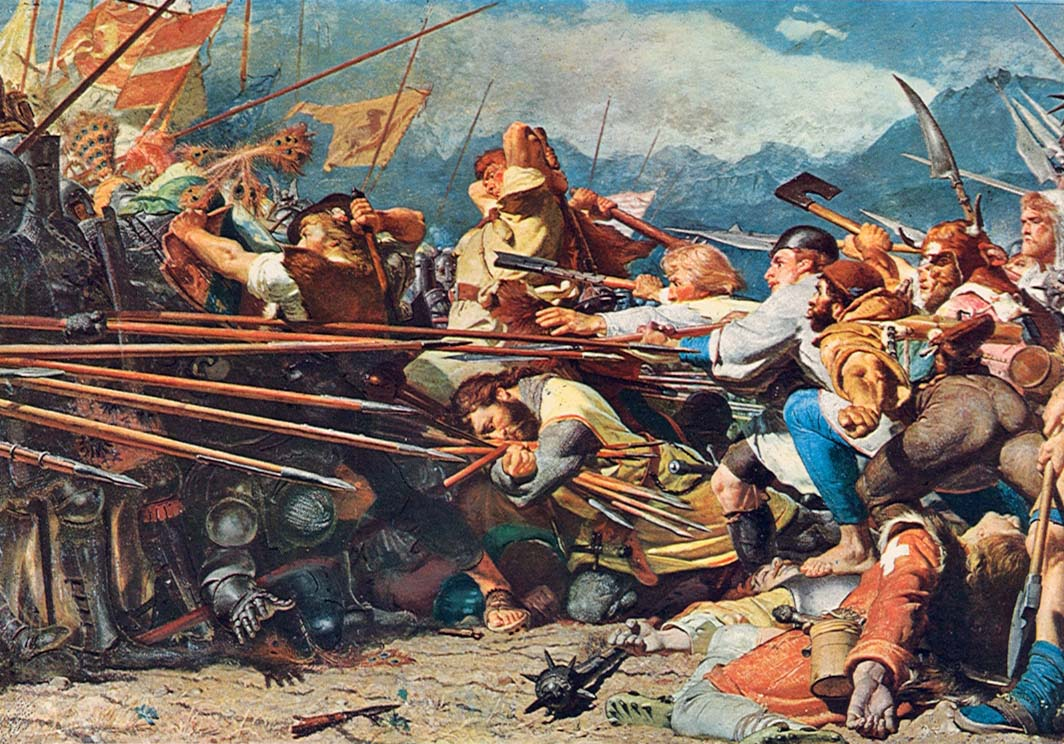
Художник Конрад Гроб.Смерть Арнольда фон Винкельрида в битве при Земпахе в 1386 году

Битва при Земпахе (нем. Schlacht bei Sempach; 9 июля 1386) — сражение между ополчением Швейцарского союза и австрийскими войсками Габсбургов. Разгром австрийской армии швейцарцами обеспечил признание Габсбургами независимости Швейцарии.
После поражения австрийцев в битве при Моргартене в 1315 году Швейцарский союз начал быстро расти: к трём первым «лесным» кантонам прибавились новые: Цюрих в 1351 году, Гларус и Цуг в 1352 году, Берн в 1353-м. Наконец в 1380 году в состав союза вошёл Люцерн. Усиление Швейцарии сильно беспокоило австрийских герцогов, претендовавших на сюзеренитет над северными регионами страны. Успехи в приобретении новых земель, достигнутые герцогом Австрии Леопольдом III, создали возможности для решительной атаки Габсбургами Швейцарской конфедерации. Поводом стало присоединение Люцерна, находящегося в орбите габсбургской монархии, к Швейцарии.
Летом 1386 году крупная австрийско-тирольская армия под командованием самого герцога Леопольда III двинулась в Швейцарию. Избегая атаковать крупные города, австрийцы 8 июля окружили небольшой городок Земпах в 13 км к северо-западу от Люцерна. Несмотря на численное превосходство австрийцев, гарнизон Земпаха отказался капитулировать, ожидая подхода основных швейцарских войск. Уже 9 июля, форсировав реку Ройс, объединённая армия Швейцарского союза подошла со стороны замка Хайдегг и нынешней деревни Гельфинген к расположению войск Леопольда III. В составе швейцарских войск были ополчения «лесных» кантонов, а также Цюриха и Люцерна. Штаб швейцарских ополченцев расположился, согласно местному преданию на восточном берегу озера Хайдегг, на месте где теперь расположен дом сельского почтальона. По всей видимости, швейцарская армия в несколько раз превосходила австрийскую, однако уступала ей в вооружении и обучении.
Предполагая, что перед ним находятся основные силы швейцарской армии, Леопольд III отдал приказ об атаке. Австрийские рыцари спешились и обрушились на швейцарцев. Однако это оказался лишь авангард войск противника. Главные швейцарские силы, разбив идущую на помощь Леопольду III колонну арьергарда, перегруппировались и ударили австрийцам во фланг. Атака была столь сильной, что сражавшиеся пешими рыцари были немедленно смяты, а их солдаты, охранявшие лошадей, пустились в бегство. Австрийские войска были полностью разбиты, герцог Леопольд III и большое число австрийских дворян погибли на поле боя.
По легенде, ключевую роль в победе сыграл швейцарский рыцарь Арнольд фон Винкельрид, который с криком «Я открою вам проход, а вы позаботьтесь о моей жене и детях!» бросился на острия австрийских пик, увлекая их к земле своим телом и открывая возможность швейцарцам для атаки.
Разгром при Земпахе заставил Габсбургов признать фактическую независимость Швейцарского союза. По миру 1394 года австрийский герцог Альбрехт III отказался от сюзеренитета над швейцарскими кантонами.